# دورا برایان
دورا برایان (انگلیسی: Dora Bryan; ۷ فوریهٔ ۱۹۲۳ – ۲۳ ژوئیهٔ ۲۰۱۴) یک هنرپیشه اهل انگلستان بود. وی بین سال‌های ۱۹۴۷ تا ۲۰۰۶ میلادی فعالیت می‌کرد.

## بخشی از فیلمشناسی
از فیلم‌ها یا برنامه‌های تلویزیونی که وی در آن نقش داشته‌است می‌توان به آثار زیر اشاره کرد.
- مرد ناجور (۱۹۴۷)
- بت سقوط‌کرده (۱۹۴۸)
- خیانت ملی (فیلم ۱۹۵۱) (۱۹۵۱)
- ساخت بهشت (فیلم ۱۹۵۲) (۱۹۵۲)
- شما آدم‌های خوش‌شانس! (۱۹۵۵)
- یک نوک زبان عسل (۱۹۶۱)
- آپارتمان صفر (۱۹۸۸)

## مرگ
دورا به مدت 54 سال با بیل لاوتون بازیکن سابق کریکت لنکاوی و کامبرلند ازدواج کرد تا اینکه در اوت 2008 درگذشت. این زوج در اولدهام در طول جنگ جهانی دوم با یکدیگر آشنا شدند و در ورنت سنت توماس، اولدهام در سال 1954 ازدواج کردند. در سال های آخر همسرش، او کاهش داد تعهدات عمومی او برای قادر ساختن او به مراقبت از او، و او از سلامتی خود رنج می برد، از جمله یک عمل جراحی جدی برای فتق. [ نیازمند منبع ]